# Anolis binotatus
Anolis binotatus – gatunek jaszczurki z rodziny Anolidae. Występuje prawdopodobnie endemicznie na zachodzie Ekwadoru.

## Systematyka
Takson ten po raz pierwszy zgodnie z zasadami nazewnictwa binominalnego opisał w 1863 roku niemiecki przyrodnik Wilhelm Peters na łamach „Monatsberichte der Königlichen Preussische Akademie des Wissenschaften zu Berlin”, nadając mu nazwę Anolis binotatus. Holotyp ZMB 4685. Jako miejsce typowe podał Guayaquil w Ekwadorze. Nie wyróżnia się podgatunków.

### Etymologia
- Anolis (Anolius): karaibska nazwa Anoli dla „jaszczurki”[6].
- binotatus: jest kombinacją łac. bi- – „dwa, podwójny”[7] i łac. notatus – „znak”[8].

## Morfologia
Anolis binotatus to mała jaszczurka o długości całkowitej nieprzekraczającej 18 cm. Głowa niewielka, szpiczasta. Tęczówka brązowa. Tułów smukły, ogon cienki, długi, znacznie przekraczający długość tułowia, zaokrąglony bez grzebienia ogonowego. Grzbiet brązowy z białawym paskiem brzuszno-bocznym, który kończy się na wysokości tylnych kończyn. Fałd gardłowy pomrańczowy z niewielkimi jasnymi plamkami. Anolis binotatus jest najbardziej podobny do Anolis gracilipes, ale gatunek ten nie ma białych pasków bocznych, a samce mają szafranowo-żółty fałd gardłowy. Występuje dymorfizm płciowy. Samce różnią się od samic większym fałdem gardłowym i zgrubieniem u nasady ogona.
Wymiary:
|                        | Samiec | Samica |
| Długość całkowita (mm) | 179    | 146    |
| Długość SVL (mm)       | 58     | 47     |
| Długość TL (mm)        | 121    | 99     |

## Występowanie
Anolis binotatus występuje prawdopodobnie tylko na zachodzie Ekwadoru – w prowincjach: Azuay, Bolívar, Cañar, Chimborazo, Cotopaxi, El Oro, Esmeraldas, Guayas, Los Ríos, Manabí i Santo Domingo de los Tsáchilas. Obserwowany był w zakresie wysokości 44–1282 m n.p.m. Istnieją wzmianki o występowaniu gatunku w południowo-zachodniej Kolumbii, jednak wymaga to potwierdzenia.

## Ekologia i zachowanie
Anolis binotatus prowadzi dzienny tryb życia. Jego naturalnym habitatem są obszary krzewiaste, tereny zalesione z drzewiastymi figowcami, a także plantacje i obszary zurbanizowane. W ciągu dnia przebywa głównie na powierzchni ziemi, w ściółce lub na krzewach, zazwyczaj nie wyżej niż 2 metry nad ziemią. Nocą, w celu spoczynku, wybiera cienkie gałęzie, liście, źdźbła trawy, gałązki krzewów i płoty z drutu, na wysokości od 3 do 150 cm nad ziemią. Ich dieta to głównie owady: mrówki, a także larwy i dorosłe chrząszcze, pająki, pluskwiaki, muchy, skorki, karaluchy, ślimaki i motyle. Anolis binotatus jest gatunkiem jajorodnym.

## Status zagrożenia
W Czerwonej księdze gatunków zagrożonych IUCN Anolis binotatus jest klasyfikowany jako gatunek najmniejszej troski (LC, ang. Least Concern); ani wielkość, ani trend populacji nie są określone.